# Jean-Baptiste Lapène
Jean-Baptiste Lapène est un homme politique français né le 13 septembre 1789 à Saint-Gaudens (Haute-Garonne) et mort le 17 août 1872 dans la même ville.

## Biographie
Lauréat d'un prix d'éloquence de l'Académie des jeux floraux en 1808, il devient ensuite avocat à Saint-Gaudens. Conseiller général, maire de Saint-Gaudens en 1840, il est député de la Haute-Garonne de 1846 à 1848.

## Sources
- « Jean-Baptiste Lapène », dans Adolphe Robert et Gaston Cougny, Dictionnaire des parlementaires français, Edgar Bourloton, 1889-1891 [détail de l’édition]